# Famous Music
Famous Music var et musikforlag under Paramount Pictures. Det blev grundlagt i 1928 af forløberen til Paramount, the Famous-Lasky Corporation med henblik på at udgive musik fra selskabets "talende billeder".
I maj 2007 solgte ejeren Viacom angiveligt Famous Music til Sony-ATV Music Publishing for 370 millioner dollars.